# イェジー・マクラ
- イェジー・マクラ
- イージー・マクラ

イェジー・マクラ(Jerzy Makula、1952年9月29日  - )は、ポーランドのパイロット。シロンスク県ルダ・シロンスカ出身。イージー・マクラとも表記される。
40年以上に亘りグライダー曲技飛行競技を牽引したグライダー曲技飛行競技の第一人者であり、「グライダー曲技飛行の『祖父』」とも称される。選手としてFAIグライダー曲技飛行世界選手権で7回の個人優勝をはじめ、多数の大会入賞実績を持つ他、指導者、審判員としても活動。機体開発、国内外の競技組織運営にも携わるなど様々な立場で競技の発展に寄与している。

## 経歴
小学生の頃から模型飛行機を始め、1967年にフリーフライトグライダーF1A級でポーランド大会シニアの部準優勝を果たす。その後、Aeroklub ROW Rybnik (en) に入り、グライダーの訓練を開始、1969年にグライダー免許を取得。1972年から1973年に掛けて3つの課題を達成し、国際滑空記章である3ダイヤモンド章を獲得。1973年には飛行機の免許を取得し、1975年から飛行クラブに勤務した後、1979年から2017年までLOTポーランド航空の国際線パイロットとして勤務。An-24、Tu-154M、ボーイング767、ボーイング787などに乗務した。
グライダー曲技飛行競技では、1985年から1993年までの世界選手権5連覇を含む個人優勝7回、団体優勝9回の成績を残す。2017年のワールドゲームズ(成績9位)を最後に競技生活を終えた。
競技者としてのみならず、グライダー曲技飛行の発展に務めており、グライダー曲技飛行の指導の傍ら、国際曲技飛行選手権大会の認定審判員も務めた。またグライダー曲技飛行の指導のため、日本にも毎年のように訪れていた。
長くポーランドのナショナル・エアロ・クラブ(Aeroklub Polski)の副会長を務め、2018年には会長に就任。国際的にもFAI曲技飛行委員会ポーランド代表、FAI曲技飛行委員会グライダー曲技飛行小委員会議長を務めた。
1980年代の終わりから1990年代にかけては、曲技飛行競技用グライダーの開発に参画。製造メーカーであるMargański & Mysłowski (en) でテストパイロットを務め、Swift S-1、MDM-1 Foxを世に送り出した。

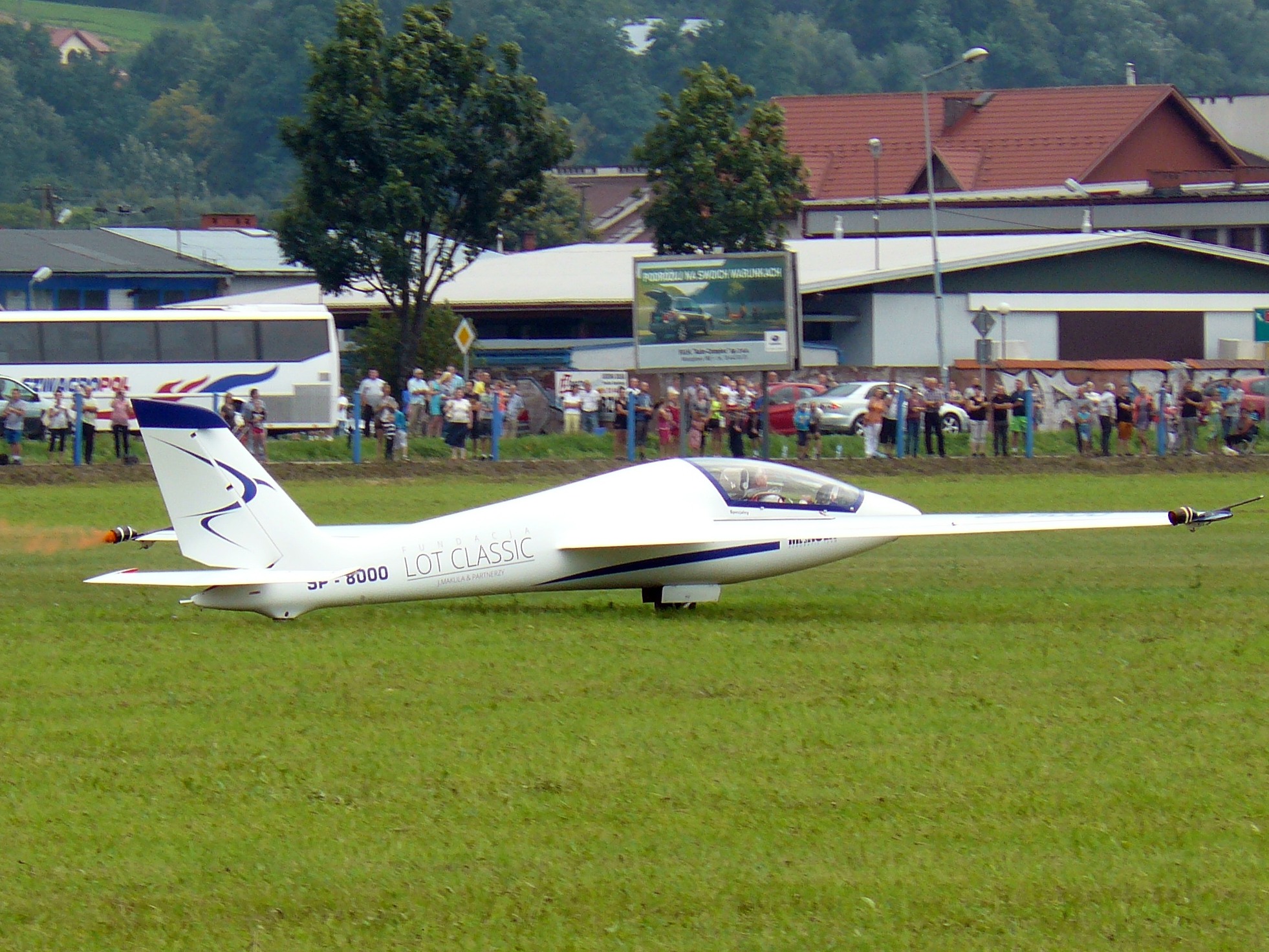
曲技飛行を行ったSolo Fox(イェジー・マクラ搭乗機)

親族では息子のうち2人がグライダー曲技飛行のパイロットである。 
また、叔父にグライダーパイロットで元世界選手権者、7つの世界記録樹立を果たしたEdward Makula (en) がいる。

## 競技成績

### FAIグライダー曲技飛行世界選手権
個人優勝7回1985年、1987年、1989年、1991年、1993年、1999年、2011年
準優勝3回1995年、2001年、2005年
3位2回2007年、2016年
団体優勝9回1985年、1987年、1989年、1991年、1993年、1999年、2001年、2003年、2011年
準優勝3回1995年、2005年、2014年
3位2回2012年、2015年

### FAIグライダー曲技飛行ヨーロッパ選手権
個人優勝2回1998年、2004年
準優勝3回1996年、2000年、2006年
団体優勝2回1998年、2000年
準優勝1回1996年
3位1回2010年

### グライダー曲技飛行ポーランド選手権
優勝14回
| FAI国際曲技飛行選手権大会成績 | FAI国際曲技飛行選手権大会成績                                  | FAI国際曲技飛行選手権大会成績 | FAI国際曲技飛行選手権大会成績 | FAI国際曲技飛行選手権大会成績 |
| 開催年                        | 大会                                                           | 個人順位                      | 団体順位                      | 機体                          |
| ----------------------------- | -------------------------------------------------------------- | ----------------------------- | ----------------------------- | ----------------------------- |
| 2016                          | 第19回FAIグライダー曲技飛行世界選手権                          | 3                             |                               | Solo Fox                      |
| 2015                          | 第18回FAIグライダー曲技飛行世界選手権                          |                               | 3                             | Solo Fox                      |
| 2014                          | 第17回FAIグライダー曲技飛行世界選手権                          | 10                            | 2                             | Solo Fox                      |
| 2013                          | 第16回FAIグライダー曲技飛行世界選手権                          | 17                            | 3                             | Solo Fox                      |
| 2012                          | 第15回FAIグライダー曲技飛行世界選手権                          | 6                             |                               | Solo Fox                      |
| 2011                          | 第14回FAIグライダー曲技飛行世界選手権                          | 1                             | 1                             | Solo Fox                      |
| 2010                          | 第10回FAIグライダー曲技飛行ヨーロッパ選手権                    | 10                            | 3                             | Solo Fox                      |
| 2008                          | 第9回FAIグライダー曲技飛行ヨーロッパ選手権                     | 18                            |                               | Solo Fox                      |
| 2007                          | 第12回FAIグライダー曲技飛行世界選手権                          | 3                             |                               | Solo Fox                      |
| 2006                          | 第8回FAIグライダー曲技飛行ヨーロッパ選手権                     | 2                             |                               | MDM-1 Fox                     |
| 2005                          | 第11回FAIグライダー曲技飛行世界選手権                          | 2                             | 2                             |                               |
| 2004                          | 第7回FAIグライダー曲技飛行ヨーロッパ選手権                     | 1                             |                               |                               |
| 2003                          | 第10回FAIグライダー曲技飛行世界選手権                          | 2                             | 1                             | MDM-1 Fox                     |
| 2002                          | 第6回FAIグライダー曲技飛行ヨーロッパ選手権                     | -no results-                  | -no results-                  |                               |
| 2001                          | 第9回FAIグライダー曲技飛行世界選手権 第2回World Air Games (en) | 2                             | 1                             |                               |
| 2000                          | 第5回FAIグライダー曲技飛行ヨーロッパ選手権                     | 2                             | 1                             |                               |
| 1999                          | 第8回FAIグライダー曲技飛行世界選手権                           | 1                             | 1                             | MDM-1 Fox                     |
| 1998                          | 第4回FAIグライダー曲技飛行ヨーロッパ選手権                     | 1                             | 1                             | MDM-1 Fox                     |
| 1997                          | 第7回FAIグライダー曲技飛行世界選手権                           | 5                             |                               |                               |
| 1996                          | 第3回FAIグライダー曲技飛行ヨーロッパ選手権                     | 2                             | 2                             | MDM-1 Fox                     |
| 1995                          | 第6回FAIグライダー曲技飛行世界選手権                           | 2                             | 2                             | MDM-1 Fox                     |
| 1993                          | 第5回FAIグライダー曲技飛行世界選手権                           | 1                             | 1                             |                               |
| 1991                          | 第4回FAIグライダー曲技飛行世界選手権                           | 1                             | 1                             | Swift S-1 (en)                |
| 1989                          | 第3回FAIグライダー曲技飛行世界選手権                           | 1                             | 1                             | SZD-21-2B Kobuz 3 (en)        |
| 1987                          | 第2回FAIグライダー曲技飛行世界選手権                           | 1                             | 1                             | SZD-21-2B Kobuz 3 (en)        |
| 1985                          | 第1回FAIグライダー曲技飛行世界選手権                           | 1                             | 1                             | SZD-21-2B Kobuz 3 (en)        |
| 1982                          | 第11回FAI曲技飛行世界選手権                                    | 48                            |                               | Zlin Z-50L (en)               |

## 表彰

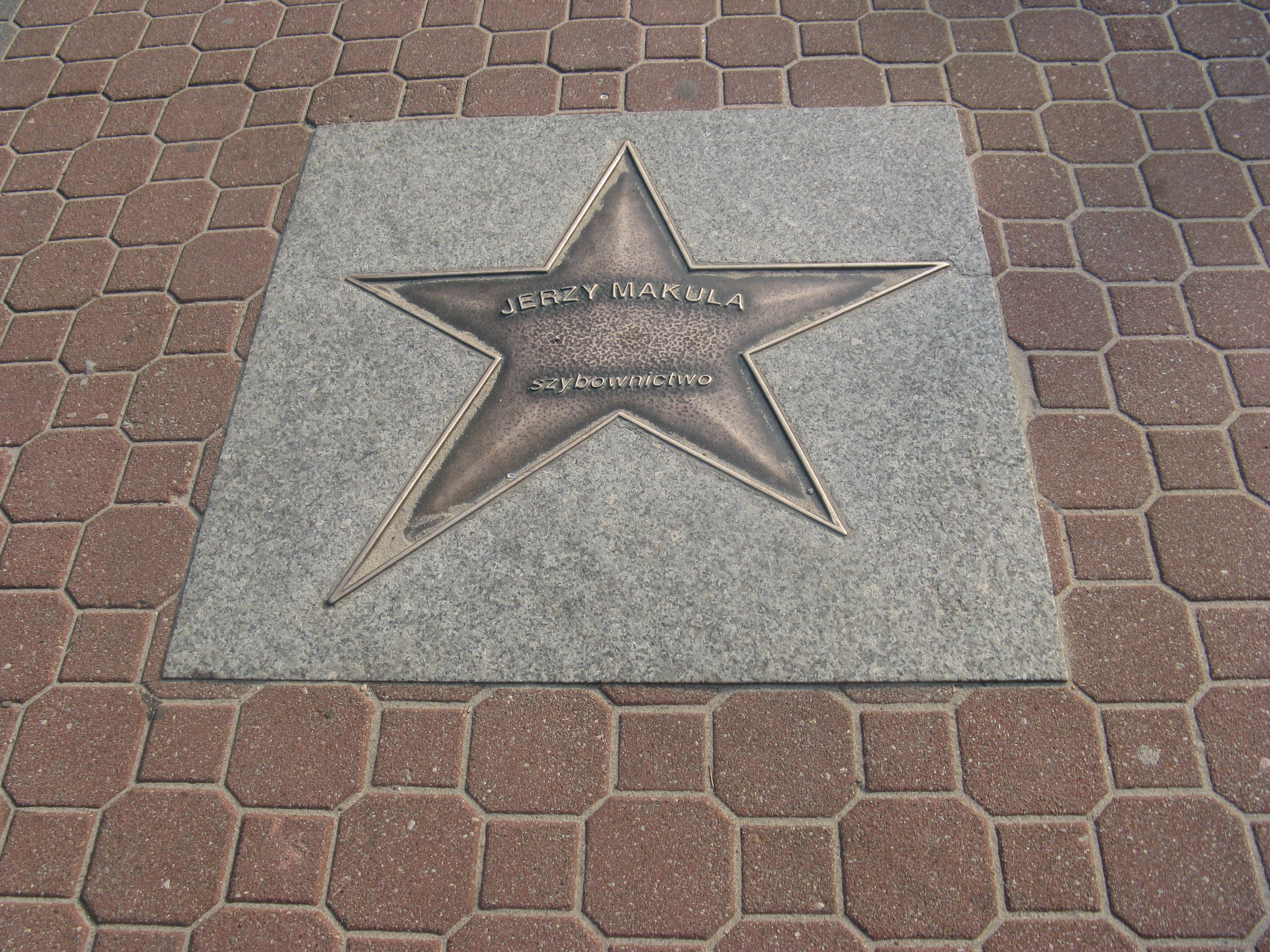
ヴワディスワヴォヴォにあるウォーク・オブ・フェイムに設置されているイェジー・マクラの星

- Medal za Wybitne Osiągnięcia Sportowe (pl) (1985年)[34]
- 金十字章 (en:Cross of Merit (Poland)) (1994年)：スカイスポーツの発展への貢献に対して[35]
- ポール・ティサンディエ・ディプロマ(2003年)[36][18]
- 国際航空連盟100周年記念メダル(2005年)[37]
- ギネス世界記録認定(2011年)：グライダー曲技飛行世界選手権（個人）最多優勝者として[38]

## ドキュメンタリー作品
- Wniebowzięty (2000年) Ewa Świecińska
- W chmurach (2002年) Maciej Starczewski